# Paweł Kieszek
Paweł Kieszek (prononcer /ˈpavɛw ˈkʲɛʂɛk/), né le 16 avril 1984 à Varsovie, est un footballeur polonais qui évolue au poste de gardien de but.

## Biographie

### Ses débuts au Polonia, et son prêt en Grèce
Paweł Kieszek commence sa carrière au Polonia Varsovie, et y dispute vingt-cinq rencontres de championnat en deux saisons et demie. En janvier 2006, il est prêté à l'AO Aigáleo, club grec de milieu de tableau. Une fois la saison 2005-2006 terminée, Kieszek retourne au Polonia, relégué entre-temps en deuxième division. Après trois matches, le joueur se blesse à l'entraînement, et doit déclarer forfait pour le restant de la saison.

### Son parcours au Portugal
En juin 2007, Paweł Kieszek rejoint le Sporting Braga librement. Il y fait ses débuts six mois plus tard contre le Werder Brême en Coupe UEFA, le 21 février 2008, et est défait un but à zéro. Face au Benfica, le Polonais dispute son premier match de championnat, le 24 février. Il concède une nouvelle fois un but, mais son équipe obtient le match nul.
Le 22 janvier 2009, il est prêté au Vitória Setubal pour le reste de la saison.
Le 2 juillet 2010, il signe un contrat de quatre ans avec le FC Porto, club majeur du Portugal,. Mais barré par Helton ou Beto, il ne joue presque pas et est prêté le 31 août 2011 au Roda JC.
En août 2012, il signe en faveur du Vitoria Setubal.